# Karl von Hammacher
Karl von Hammacher, ursprünglich Carl Fritz Ludwig Julius Hammacher (* 4. November 1852 in Mülheim an der Ruhr; † 7. April 1936 in Aachen) war ein deutscher Verwaltungsjurist und Polizeibeamter.

## Leben
Karl Hammacher war Sohn des Reichstagsabgeordneten Friedrich Hammacher. Er studierte Rechtswissenschaften an den Universitäten Heidelberg, Jena und Berlin. In Heidelberg wurde er 1874 Mitglied des Corps Suevia Heidelberg. Nach bestandenen Examen trat er in den preußischen Verwaltungsdienst ein und wurde 1883 Regierungsassessor in Düsseldorf. 1887 wurde er zum Landrat im Kreis Ruhrort ernannt. 1899 wurde Hammacher Polizeipräsident in Schöneberg, 1903 wurde er als Polizeipräsident nach Aachen versetzt. In dieser Stellung erhielt er im Herbst 1905 den Kronenorden III. Klasse. Außerdem wurde Hammacher mit Diplom vom 29. Juli 1908 in den Adelsstand erhoben.
Zum 1. Januar 1920 wurde er pensioniert; sein Nachfolger in Aachen wurde Friedrich von Korff.
Hammacher war zuletzt Rittmeister der Reserve a. D. im Thüringischen Ulanen-Regiment Nr. 6. Er war Mitglied im Club Aachener Casino. Karl von Hammacher fand seine letzte Ruhestätte in der Familiengruft auf dem Aachener Waldfriedhof.